# Церковь Андрея Первозванного (Рованиеми)
Церковь Апостола Андрея Первозванного (фин. Apostoli Andreaksen kirkko) — православный храм в городе Рованиеми в Финляндии. Принадлежит Оулуской митрополии Финляндской православной церкви.

## История
Молитвенный дом для православных верующих был открыт в 1957 году. Он был освящен епископом Александром. В 1962 году на месте молитвенного дома была построена небольшая церковь в честь святого апостола Андрея Первозванного, в связи с увеличением числа верующих. Здание храма было спроектировано Тойво Паателой. В 2016 году церковь была капитально отремонтирована и вновь освящена митрополитом Илиёй.
Храм является главным в благочинии, основанном в 1950 году, которое включает всю территорию Лапландии за исключением региона Кеми-Торнио. Правящим архиереем с 2014 года является Яакко Вайнио, он же является настоятелем храма в Рованиеми.
В 1940-х значительную часть православных верующих региона составляли также выходцы с территории Советского Союза, однако их количество постепенно сокращалось в связи с переездом в южные области Финляндии. По состоянию на 2017 год в общине состоит порядка 1200 верующих, большинство из которых саамы.